# Rivière aux Perches
Rivière aux Perches är ett vattendrag i Kanada.   Det ligger i provinsen Québec, i den östra delen av landet, 700 km nordost om huvudstaden Ottawa.
I omgivningarna runt Rivière aux Perches växer i huvudsak barrskog. Trakten runt Rivière aux Perches är nära nog obefolkad, med mindre än två invånare per kvadratkilometer.